# Râmnicu Vâlcea

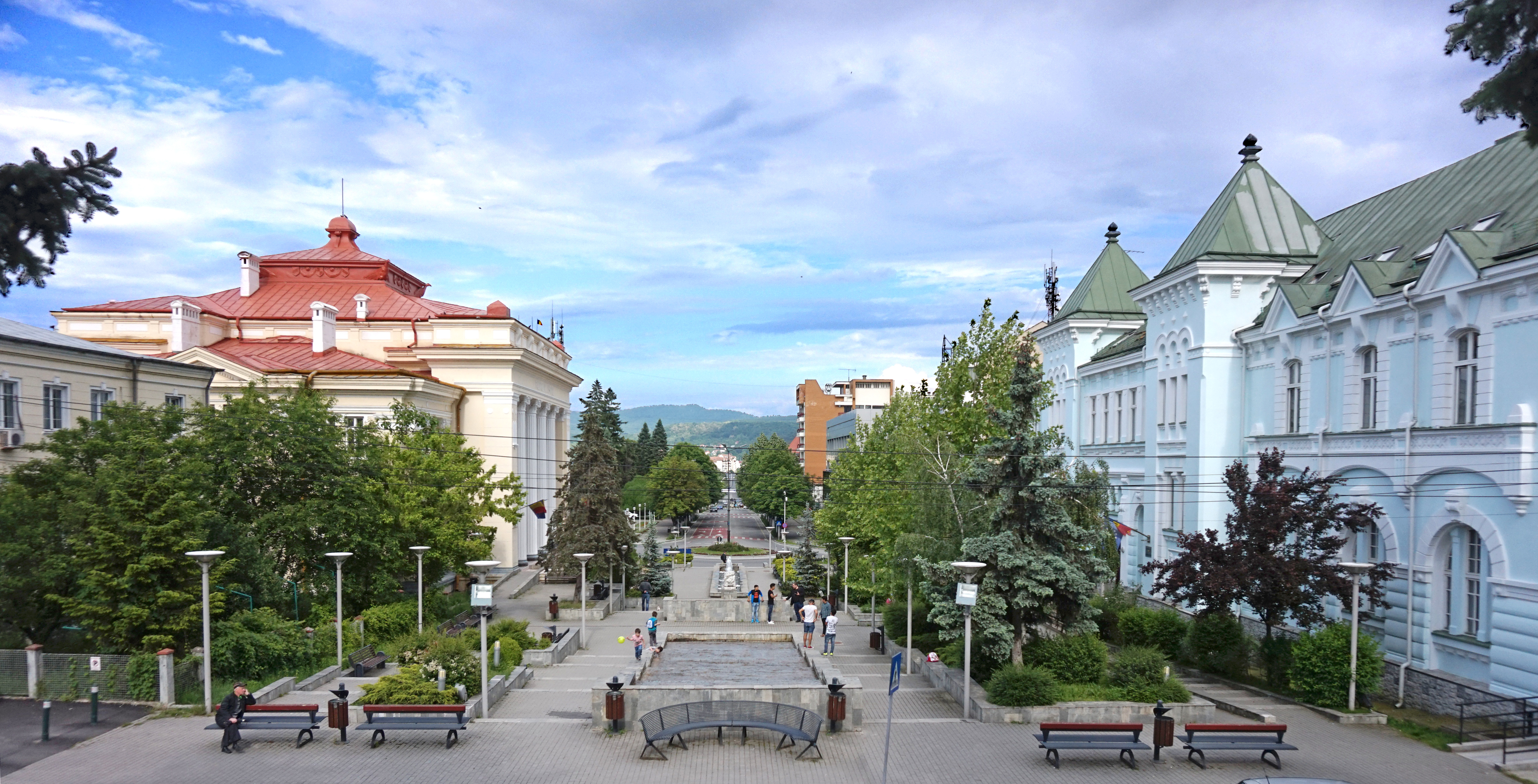
Râmnicu Vâlcea

El municipi de Râmnicu Vâlcea és la capital i la ciutat més gran del districte de Vâlcea, Oltènia. Té una població de 107.726 habitants (cens de 2002) i compta amb un important conjunt ferroviari.

## Geografia
Râmnicu Vâlcea està situat prop del centre del país. La ciutat està creuada per 2 carreteres nacionals (DN7 i DN62) i una carretera europea (I81). Es troba en la riba dreta del riu Òlt, a una altitud de 240-260 metres.

## Demografia
Al cens de 2002 la població de la ciutat era de 107.736 habitants, dels quals 98,35% romanesos, 1,23% gitanos, i menys del 1% d'altres ètnies. El 98,67% dels ciutadans són ortodoxos romanesos.

## Esports
El municipi compta amb un equip molt reconegut d'handbol femení —Handbal Oltchim Râmnicu Vâlcea— que ha guanyat, des de 1989, 15 premis nacionals, la Copa de Romania 13 vegades. A nivell mundial va guanyar 2 copes IHF i la Supercopa d'Europa en 1984. També a la ciutat hi ha dos equips de futbol masculí: Club Sportiv Municipal i Club Spoertiv Oltchim, i dos equips de bàsquet, un de masculí i un altre femení.

## Història
L'àrea fou habitada pels dacis i colonitzada pels romans sent el lloc d'un castrum. A l'edat Mitjana es va construir una fortalesa. La població és esmentada per primer cop sota el príncep Mircea cel Bătrân, amb el nom de "Ciutat principesca de Râmnic" (4 de setembre de 1388), i confirmada com a seu del comtat de Valcea en la mateixa època (8 de gener de 1392).
El segell de la ciutat data de 1505. Cetăţuia, la fortalesa, va servir com a residència dels bans (governadors) d'Oltènia i des de 1504, dels bisbes ortodoxos de la diòcesi de Râmnic; el 1543 el príncep Radu de la Afumaţi fou mort a Cetăţuia en una conspiració de boiars. Durant el govern de Mateu Basarab i Constantí Brâncoveanu, va esdevenir un centre cultural important.
Fou aquí on el primer molí de paper i la primera impremta a Romania es van construir. Valcea fou greument damnada durant la conquesta d'Oltènia pels Habsburg entre 1718 i 1739, i després d'això va quedar reduïda altre cop a una simple fortalesa.
Durant la revolució valaca el 29 de juliol de 1848 l'himne nacional de Romania (Deşteaptă-te, române!) amb lletra de Andrei Mureşanu i música d'Anton Pann (una casa museu als quals és al centre de la ciutat) fou cantat per primer cop a Râmnicu Vâlcea. Gheorghe Magheru va reunir les seves forces militars a Râureni, avui part de la ciutat, en un intent de fer front a les forces contrarevolucionàries de l'Imperi Rus i l'Imperi Otomà.
En els anys 1980 la ciutat fou completament reconstruïda en un estil combinat entre realisme socialista i arquitectura local vernacular. Ramnia Valcea fou el centre d'un eclipsi total de Sol l'11 d'agost de 1999.

## Llocs turístics
- Filharmònica Ion Dumitrescu
- Museu d'Arts Casa Semian
- Museu d'Història
- Museu del llogaret de Vâlcea
- El parc Zăvoi
- El jardí zoològic
- Les piscines Ostroveni amb aigües dolces i salades
- Teatre Municipal Ariel
- Teatre Anton Pann
- Biblioteca Antim Ivireanu